# إدريس البنا

ولد إدريس البنا، عام 1924   وهو  سياسي سوداني يتحدر من أسرة البنا الشهيرة بأمدرمان و البطانة ، فجده هو شاعر الثورة المهدية  مفتش المحاكم الشرعية القاضي محمد عمر البنا، اما والده شاعر السودان والحركة  الوطنية الأديب العالم عبد الله البنا، فقد كان مزواجا  حيث تزوج من ثلاث عشرة امرأة وانجب منهن سبعة عشر ولدا وخمس بنات وكان ادريس ثاني اكبرهم سنا
تخرج إدريس البنا في كليتي غردون وقولد سميث ونال درجة الدكتوراة في فلسفة الآثار، وله بصمات واضحة في الثقافة السودانية، حيث عمل في اوائل الستينيات من القرن الماضي، مديراً لمكتب وزارة الاستعلامات والعمل بمديرية كردفان بعاصمتها مدينة الأبيض، أي المكتب الإقليمي لشؤون الثقافة والإعلام بتلك المديرية إبان عهد الرئيس الفريق إبراهيم عبّود 1958- 1964. وقد كانت له حينئذٍ إسهامات مشهودة في مجال رعاية الثقافة وتنميتها وتطويرها وحسن توجيهها في ذلك الإقليم

## الديمقراطية الثالثة
اُختير في فترة الديمقراطية الثالثة، 1986-1989 نائباً لرئيس مجلس رأس الدولة أحمد الميرغني، وهو الوحيد من بين أعضاء مجلس رأس الدولة، الذي قدم للمحاكمة أثناء حكومة الإنقاذ، وحكم عليه بالسجن 40 عاماً، ثم أطلق سراحه بعد فترة قصيرة..وانزوى بعدها عن العمل السياسي، ولكنه وفي عام 1999 فاجأ الساحة بظهوره في الصفوف الأمامية خلال احتفال بالقصر الرئاسي وبعد فترة توهج قصيرة ظهر خلالها مع رجال (الإنقاذ) في مناسبات عدة، حيث عاد إلى الساحة السياسية مرة أخرى بمفاجأة اختار جريدة (البيان) الأماراتية  للإعلان عنها عندما كشف لأول مرة انضمامه لـ (اللجان الثورية) التي تدعمها ليبيا واعلن عن عزمه إنشاء حزب سياسي بإسمها

## التيار السياسي
يعتبر البنا من اقطاب حزب الأمة بقيادة السيد الصادق المهدي، غير ان علاقته بالحزب وبالمهدي تدهورت خلال الثلاثين عاما التي اعقبت انقلاب الثلاثين من يونيو 1989 وقد ارتبط أكثر بأفكار اللجان الثورية التي كان يبشر بها الزعيم الليبي معمر القذافي

## دكتوراه في عامه 75
في عامه الخامس والسبعين نال ادريس البنا درجة الدكتوراه من جامعة الخرطوم في فلسفة الأثار تحت اشراف البرفسور علي عثمان محمد صالح وقد صدرت الدراسة لاحقا عام 2003 تحت عنوان (لمحات عن ممالك كوش) عن  مركز محمد عمر بشير للدراسات السودانية

## وفاته
توفي ادريس البنا في 7 مارس 2021 عن عمر ناهز الخامسة والتسعين عاما ونعاه مجلسا السيادة والوزراء في السودان، ووصفه عبدالله حمدوك رئيس الوزراء آنذاك قائلا
(كان رجلاً ديموقراطياً صلباً، فضلاً عن كونه أديباً رفيعاً وباحثاً ظل ساكناً لبيوت المعرفة وسالكاً للدروب الأكاديمية حتى أواخر أيامه)